# Южноафриканский мангуст
Южноафриканский мангуст (лат. Herpestes pulverulentus) — вид хищных млекопитающих из семейства мангустовых.

## Описание
Южноафриканский мангуст длиной от 55 до 69 см, хвост длиной от 20 до 34 см, вес от 0,5 до 1 кг. Самцы крупнее самок. На северо-западе своего ареала животные тёмно-коричневого цвета. Лапы тёмно-коричневые или почти чёрные. Хвост пушистый, при движении держится горизонтально над землёй.

## Распространение
Животные живут в Капской провинции, на юге Фри-Стейт, на севере Лесото, вдоль Драконовых гор на западе Квазулу-Натал, а также на юге и севере Намибии и на юго-западе Анголы. В Капской провинции это самый частый одиночный хищник.
Южноафриканский мангуст обитает в лесах, буше и полупустынях, в регионах с большим и маленьким количеством выпадающих осадков. Особенно часто животное встречается в финбоше, вдоль поросших кустарником берегов рек и на густо поросших склонах гор.

## Образ жизни
Южноафриканский мангуст активен днём, ведёт одиночный образ жизни. Оба пола метят камни и кусты. Это плотоядные животные, ориентирующиеся в поисках корма при помощи глаз и обоняния. Их добыча — это мелкие грызуны, прежде всего, африканские болотные хомяки (Otomys) и полосатые полевые мыши (Rhabdomys). Кроме этого, их добычей становятся также насекомые.
При опасности мангусты издают короткое, звонкое рычание и чиханье или мурлыканье, когда их схватят. Время размножения с августа по декабрь. В помёте от одного до трёх детёнышей. Выводок появляется на свет под кустами или в норах других животных. Период беременности животных неизвестен, также как возраст их половой зрелости и продолжительность жизни.